# Enigma (kwartalnik)
Enigma – niezależne pismo artystyczne, które istnieje od 1986 roku. Podtytuł: Ludzie * Sztuka * Myśli. Do 1997 roku używano poddtytułu Pismo Młodej Inteligencji. Pierwotnie było to wydawnictwo o charakterze społeczno-kulturalnym, po 1990 roku skoncentrowało się na sprawach szeroko rozumianej sztuki. Od początku na łamach pisma pojawiała się poezja, proza, krytyka artystyczna i literacka, recenzje, eseje, wywiady, utwory sceniczne, grafiki i fotografia artystyczna. 
Od początku redaktorem naczelnym jest Juliusz Erazm Bolek. W pierwszym okresie pisma na jego kształt wpływ wywarli również Beata Cieśla, Jacek Dobrzyniecki, Adam Taukert, Kamil Witkowski i Jacek Wróblewski. W latach 90. ton nadawali Magda Gintowt Juchniewicz i Monika Rokicka. Od 1996 roku wiodącą rolę w piśmie odgrywa Aleksandra Rudalska. 
Redakcja organizowała kilkanaście edycji warsztatów dziennikarskich i literackich. Wokół pisma skupiali się nie tylko dziennikarze, ale również pisarze, malarze, aktorzy, filmowcy, a nawet piosenkarze. Poeci związani z "Enigmą" uczestniczyli w wielu wydarzeniach artystycznych. W latach 1989–1990 z pismem była związana, na zasadach towarzyskich formacja Konfederacja Poetów Niezdecydowanych (KPN). Osoby z redakcji powołały do życia Warszawski Klub Młodej Sztuki (1990) i Grupę Poetycką "To był naprawdę fascynujący wieczór" (1994). Redakcja zorganizowała dwie edycje Festiwalu Poetyckiego Wiersz Tysiąca Nocy. Wyodrębniony podmiot Enigma Film zajmował się produkcją programów telewizyjnych. 
Do 1988 roku pismo ukazywało się na Uniwersytecie Warszawskim, później redakcja mieściła się w studenckim klubie Stodoła, od 1994 do 1997 w Centrum Sztuki Studio Kineo. Po tym okresie zespół spotykał się okazjonalnie w warszawskich kawiarniach.
Od 2005 roku wydawnictwo jest wspierane przez Fundację Przyjaciół Sztuk "Aurea Porta. Od 2006 roku miejscem spotkań redakcji jest warszawski Klub Rio. Odbywają się tam również imprezy artystyczne organizowane przez osoby związane z pismem.